# Кальчик (село)
Ка́льчик — село Маріупольського району Донецької області в Україні. Адміністративний центр Кальчицької сільської громади. Відстань до Нікольського становить близько 38 км і проходить переважно автошляхом Т 0523.

## Герб
Срібна вузька балка, обтяжена чорними прямокутниками, перетинає щит на лазурове і чорне поле. На першому полі складені у косий хрест срібний із золотим руків'ям меч вістрям додолу та червоний, окантований золотом, сагайдак із золотим луком та срібною тятивою. На другому полі дві золоті кирки у косий хрест. 
Основні елементи в полі щита відбивають історичне минуле і дійсність Кальчика. Поблизу Кальчика відбулася знаменита битва 1223 року між русько-половецьким і монгольським військом, що відображено золотою зброєю руських воїнів у верхній частині щита. Кальчик є значною станцією на півдні Донецької області - це показано силуетом залізничної колії. Виникнення села у 1882 році пов'язане з будівництвом залізниці. У Кальчику розташований великий кар'єр з видобутку щебеню, що є поряд із сільським господарством головним видом господарської діяльності місцевих жителів - це відбито двома кирками на чорному тлі (символ багатства і родючости земель).

## Історія
Кальчик заснований у 1882 р. вихідцями з села Чердакли. Виникнення у 80-х рр. XIX ст. пов'язане з будівництвом залізниці. У 1930 р. населення суттєво поповнилось чердаклинцями.
Увечері 19 грудня 2014 року поблизу міста Волноваха група саперів виїхала на розмінування об'єкта. При виконанні бойового завдання група потрапила під обстріл біля села Кальчик, Олександр Лупаїна зазнав від смертельного кульового поранення.

## Загальні відомості
У селі Кальчик розташована однойменна станція Ясинуватської дирекції Донецької залізниці.
Кальчик — центр Кальчицької сільської громади. Населення — 1718 осіб. Сільській раді підпорядковані також населені пункти Кирилівка, Келерівка. Двічі на день проходить автобус сполученням Маріуполь—Чермалик.

## Населення
За даними перепису 2001 року населення села становило 1718 осіб, із них 4,66 % зазначили рідною мову українську, 94,64 %— російську та 0,41 %— грецьку мову.

## Економіка
У Кальчику є кар'єроуправління, де видобувають сіоніт, граніт, бутовий камінь, вермикуліт, кварц, вапняк, маріуполіт, польовий шпат. Працює фабрика з переробки сіоніту на щебінь. Також розвинене сільське господарство. Тут міститься хлібоприймальний та молокоприймальний пункти, овочева база.

## Соціальна сфера
На території села — середня школа, клуб, бібліотека. Функціонує лікарня, є аптека. Відкрито дитячий комбінат. Працюють їдальня, З магазини.

## Відомі люди
У селі народилася олімпійська чемпіонка, легкоатлетка Ніна Зюськова.